# Lon Nol
Lon Nol (født 13. november 1913 i Prey Veng provinsen, Cambodja, død 17. november 1985 i Californien, USA) var politichef, guvernør, general, forsvarsminister og premierminister i Cambodja fra 1966 til 1967 og igen i 1969.
Han ledte den 18. marts 1970 et kup der afsatte kongen Sihanouk mens denne var på besøg i Sovjetunionen. Herefter forsøgte han, støttet af amerikanerne, at bekæmpe vietnamisiske styrker og Viet Cong, som opererede i Cambodja. Borgerkrig opstod imellem loyale Nol-styrker og "The National United Front of Cambodia", en koalition bestående af styrker loyale overfor Sihanouk, og de Røde Khmerer, samt andre grupperinger.
På trods af støtten fra amerikanerne, både økonomisk og militært, lykkes det ikke Lon Nol at slå de Røde Khmerer, og han måtte flygte i eksil på Hawaii d. 1. april 1975.
1. ↑  Navnet er anført på engelsk og stammer fra Wikidata hvor navnet endnu ikke findes på dansk.
2. ↑  Navnet er anført på engelsk og stammer fra Wikidata hvor navnet endnu ikke findes på dansk.